# مارچلو ریوز
 مارچلو ریوز (انگلیسی: Marcelo Ríos؛ زاده ۲۶ دسامبر ۱۹۷۵) یک تنیس‌باز اهل شیلی است.